# Апоян, Ашот Оганесович
Ашот Оганесович Апоя́н (арм. Աշոտ Ափոյան, 11 июня 1950, Гюмри) — армянский политический и государственный деятель.
- 1975 — окончил Ереванский зоотехническо-зооветеринарный институт. Инженер-технолог. Награждён медалью Анания Ширакаци (2001).
- 1974—1975 — работал инженером-технологом на Туманянском головном сырзаводе.
- 1975—1976 — служил в армии.
- 1977 — работал в Армянском отделении Всесоюзного НИИ маслоделия и сыроделия.
- 1977—1988 — работал на Ереванском молочном комбинате мастером смены, старшим инженером-технологом, начальником цеха.
- 1988—1989 — директор фабрики мороженого, в 1989—1995 — директор Аштаракского сырзавода, в 1995—2002 — председатель совета директоров, исполнительный директор, в 2002—2005 — председатель совета директоров ЗАО “Аштарак-кат” и “Ереванский городской молочный завод”.
- 2003—2007 — был депутатом парламента. Член постоянной комиссии по финансово-кредитным, бюджетным и экономическим вопросам. Член «АРФД».
- 12 мая 2007 — вновь избран депутатом. Член постоянной комиссии по экономическим вопросам. Член «АРФД».